# سیتیک ریسورسز
سیتیک ریسورسز (انگلیسی: CITIC Resources) شرکت دولتی انرژی هنگ کنگی است، که در سال ۱۹۹۷ تأسیس شد.